# 宁咏
宁咏（1970年12月—），男，汉族，安徽宿州人，中华人民共和国政治人物。曾任中国进出口银行副行长，湖北省人民政府副省长、党组成员。2022年6月当选为中共湖北省委常委，同时兼任统战部部长。